# Peter Scharf (Ingenieur)
Peter Scharf (* 29. September 1942 in Wesermünde) ist ein deutscher Maschinenbauingenieur.

## Werdegang
Scharf studierte von 1962 bis 1968 Maschinenbau an der Universität Hannover. Im Anschluss war er zunächst als Entwicklungsingenieur für hydraulische Antriebe und Steuerungen bei der Robert Bosch GmbH in Stuttgart tätig. 1969 wechselte er als Wissenschaftlicher Mitarbeiter an das Fraunhofer-Institut für Produktionstechnik und Automatisierung (IPA) in Stuttgart und 1971 an das Institut für Industrielle Fertigung und Fabrikbetrieb. Später war er Projektleiter im Sonderforschungsbereich Flexible Fertigungssysteme der Universität Stuttgart.
Nach seiner Promotion zum Dr.-Ing. an der Universität Stuttgart 1975 übernahm er verschiedene leitende Funktionen im Produktionsbereich der Deutschen Luftfahrtindustrie (Airbus-Programm). 1985 folgte er dem Ruf auf den Lehrstuhl für Fertigungstechnik und Fertigungsautomatisierung an der Universität Siegen. Dort war er im Studienjahr 1994/95 Dekan des Fachbereichs Maschinentechnik, von 1997 bis 2004 gehörte er dem Senat der Universität Siegen an. 2007 wurde er emeritiert.
Er war 1988 Gründungsmitglied des Zentrums für Sensorsysteme (ZESS) der Universität Siegen und bis 2009 Leiter des Projektbereichs Anwendung von Sensoren in der Fertigungstechnik, zudem Leiter des Arbeitskreises Produktionstechnik im Siegener Bezirksverein des Vereins Deutscher Ingenieure (VDI).
Als Vorsitzender des Siegener Bezirksvereins des Vereins Deutscher Ingenieure (VDI) von 2000 bis 2007 initiierte er den „VDI-Schülerpreis“, ein Wettbewerb, der seit 2003 technikorientierte Facharbeiten ausgezeichnet. Die Durchführung der Mathematik-Olympiade in Schulen der Region Siegen geht auf seine Initiative zurück.

## Ehrungen
Für seinen „beispielhaften Einsatz für die Verbindung von Wissenschaft und Region“ wurde er am 9. November 2010 mit dem Bundesverdienstkreuz am Bande ausgezeichnet.